# 諏訪神社 (加須市戸崎)
諏訪神社（すわじんじゃ）は、埼玉県加須市の神社。

## 歴史
創建年代は不明である。当地には、戸崎氏が築城した戸崎城の跡があり、その戸崎氏の出身地は信濃国であったことから、信濃国一宮の諏訪大社から分霊を勧請したという。近くの宝光寺が別当寺であった。
1872年（明治5年）、近代社格制度に基づく「村社」に列せられ、1907年（明治40年）の神社合祀により、周辺の2社が合祀された。
当社の境内には道祖神があり、足の病気を治すご利益があるとされている。そのため、かつては草鞋が奉納されていた。

## 交通アクセス
- 加須ICより車17分。